# Тухфатуллин, Илья Шамилевич
Илья Шамилевич Тухфатуллин (21 августа 1988 — 9 апреля 2022) — российский самбист и дзюдоист, серебряный (2011) и бронзовый (2008—2010, 2012) призёр чемпионатов России по самбо, победитель (2010) и бронзовый призёр (2013) розыгрышей Кубка России по самбо, победитель и призёр этапов Кубка мира по самбо, призёр розыгрышей Кубка мира по самбо, мастер спорта России международного класса, тренер.
Выступал в полулёгкой весовой категории (до 57 кг). Наставниками Тухфатуллина были А. Н. Дроков, Д. С. Жиляев и Михаил Коробейников. Выпускник РГУФК 2011 года. Работал тренером в клубе «Самбо-70» и «Школе самбо и дзюдо» (Москва).
Скончался от инсульта.

## Спортивные результаты
- I Всероссийская юношеская Спартакиада, дзюдо — ;
- Чемпионат России по самбо 2008 — ;
- Чемпионат России по самбо 2009 — ;
- Чемпионат России по самбо 2010 — ;
- Чемпионат России по самбо 2011 — ;
- Чемпионат России по самбо 2012 — .